# 埃丽卡·格拉姆
埃丽卡·格拉姆（瑞典語：Erika Grahm，1991年1月26日—），瑞典女子冰球运动员。她曾代表瑞典国家队参加2014年和2018年冬季奥林匹克运动会冰球比赛，分别获得第四名和第七名。